# الشبح (رواية)
الشبح هي إحدى روايات الروائية الأمريكية دانيال ستيل (بالإنجليزية The Ghost) وهي من الروايات الرومانسية.

## نبذة قصيرة
تدور أحداث الرواية عن مهندس معماري ينهار زواجه بدون مقدمات بعد عشر سنوات من الاستقرار وينقل عمله من لندن إلى نيويورك، ويأخذ اجازة تغيب عن العمل ويهيم بسيارته في نيوانجلند ليصل إلى حالة من السلام الداخلي.